# CableCrypt
CableCrypt é um sistema de codificação usado por empresas de TV por assinatura que trabalham com sinais analógicos para proteger os canais pagos de telespectadores não autorizados. O seu funcionamento consiste em remover o sinal de sincronia vertical, inverter a polaridade das informações de cor e passar sinais de autorização de canais pelo Vertical Blanking Interval. As autorizações de canais servem para permitir ou não a um determinado assinante assistir a um canal pago. Ele também é conhecido por PhaseCrypt e é similar ao Sync Suppression and Active Video Inversion. Em alguns países, o som também é codificado e passado em forma digital pelo sinal. No Brasil, ele é usado pelas empresas de TV por assinatura NET e Vivo TV (segundo assinantes das mesmas que entendem do assunto). Poucas empresas ainda usam este sistema, pois com a chegada do sinal digital o mesmo tornou-se obsoleto. Os receptores mais comuns deste sistema são o Tocom 5507 e o Tocom 5508W, sendo possível encontrar os mesmos sob nomes diferentes (General Instrument, Jerrold ou NET).